# Nannoniscoides excavatifrons
Nannoniscoides excavatifrons är en kräftdjursart som beskrevs av Yakov Avadievich Birstein 1970. Nannoniscoides excavatifrons ingår i släktet Nannoniscoides och familjen Nannoniscidae. Inga underarter finns listade i Catalogue of Life.